# Tsukubai

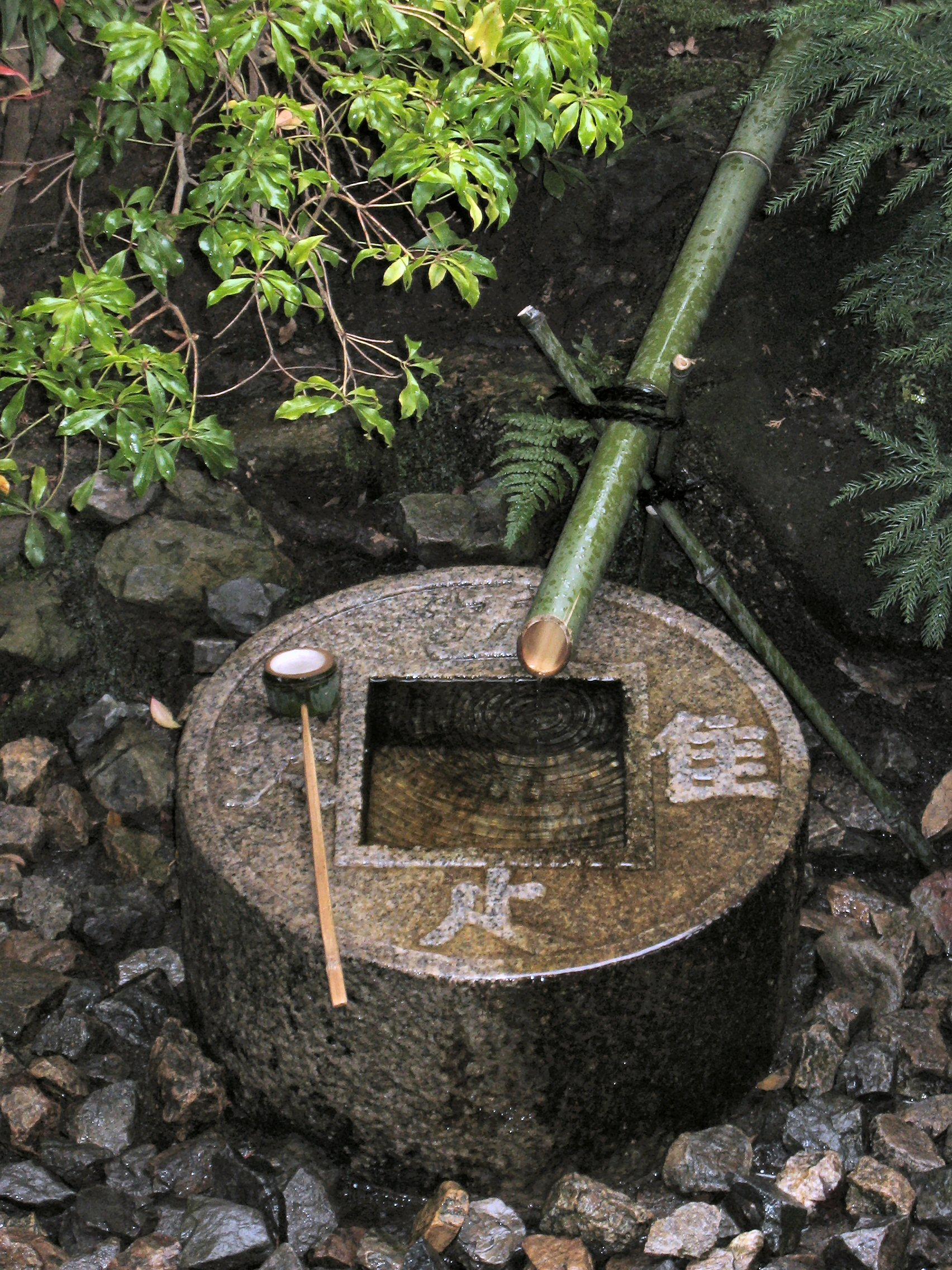
Il tsukubai al tempio Ryōan-ji a Kyoto

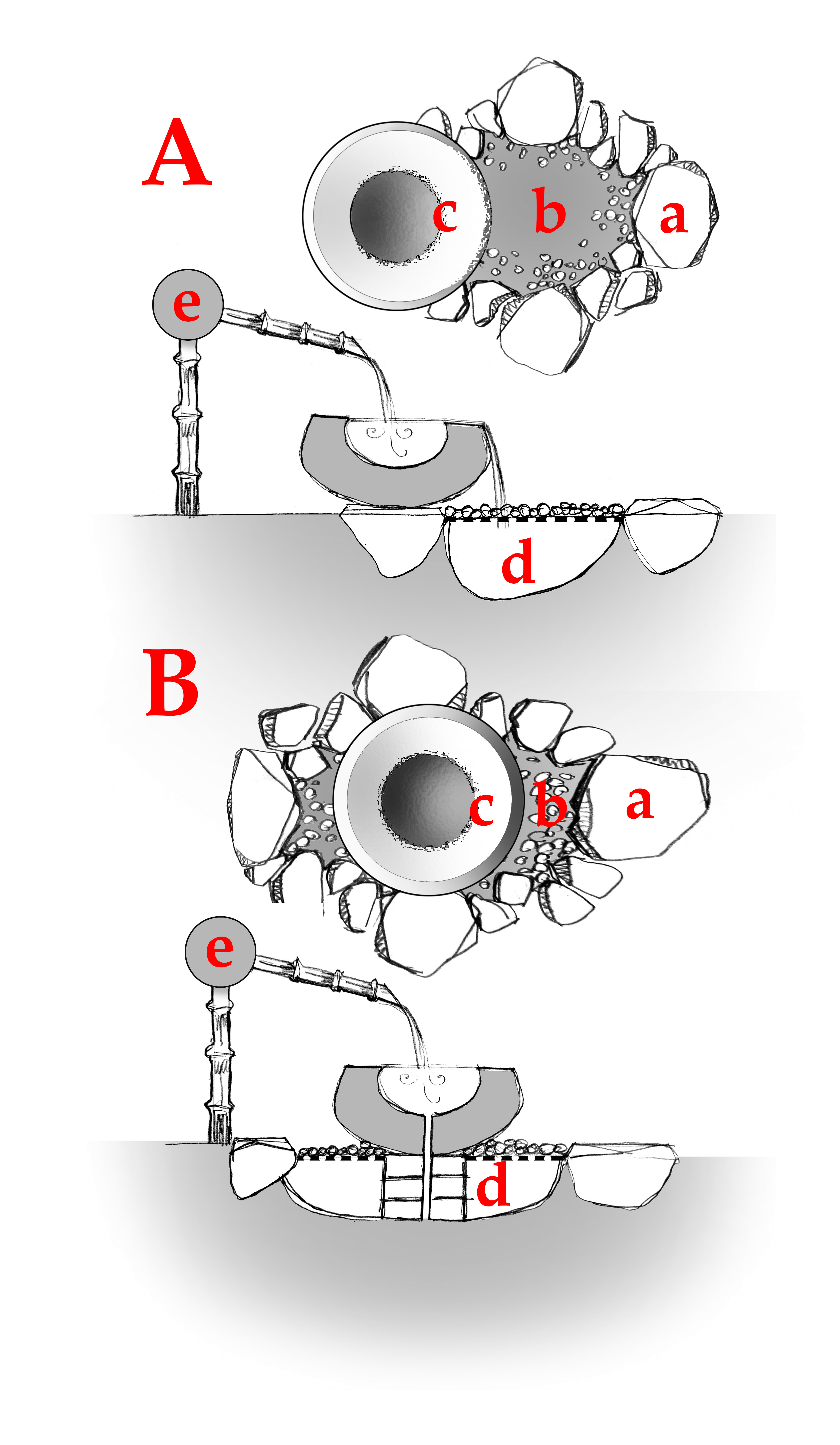
Tipi di tsukubai: A) poste al "bordo del mare" e B) poste al "centro del mare"

In Giappone, uno tsukubai (蹲踞?)  è un lavabo posto all'ingresso di un luogo sacro affinché i visitatori possano purificarsi attraverso il lavaggio rituale delle mani e il risciacquo della bocca. Questo tipo di purificazione rituale è l'usanza prevista per gli ospiti che partecipano alla cerimonia del tè  o che visitano i giardini di un tempio buddista. Il nome deriva dal verbo tsukubau, che significa "accovacciarsi" o "inchinarsi", un atto di umiltà. Gli ospiti che partecipano alla cerimonia del tè infatti si accovacciano e si lavano le mani in uno tsukubai situato nel giardino del tè (roji) prima di entrare nella sala da tè.
Gli tsukubai sono solitamente di pietra, e sono spesso forniti di un piccolo mestolo, pronti per l'uso. L'approvvigionamento idrico può essere fornito tramite un tubo di bambù chiamato kakei.
Un famoso tsukubai si trova nel terreno del tempio Ryōan-ji a Kyoto, ed è stato donato dal signore feudale Tokugawa Mitsukuni. I kanji scritti sulla superficie della pietra sono privi di significato se letti singolarmente, ma se ognuno viene letto in combinazione con il kanji 口 (kuchi), rappresentato dalla forma quadrata dell'incavo centrale, i caratteri diventano 吾, 唯, 足, 知, che letteralmente possono tradursi come "Io so semplicemente cosa è sufficiente" (吾 = ware = io, 唯 = tada = solo, 足= taru = sufficiente, 知 = shiru = sapere). Il significato di fondo, tradotto in vari modi come "ciò che si ha è tutto ciò di cui si ha bisogno", "Ricca è la persona che è soddisfatta di ciò che è (o ha)" o "impara solo ad essere contento" riflette gli insegnamenti antimaterialistici di base del buddismo.